# Parascon schusteri
Parascon schusteri är en djurart som tillhör fylumet trögkrypare, och som beskrevs av Giovanni Pilato och Maria Grazia Binda 1987. Parascon schusteri ingår i släktet Parascon och familjen Hypsibiidae. Inga underarter finns listade i Catalogue of Life.